# Söflingen

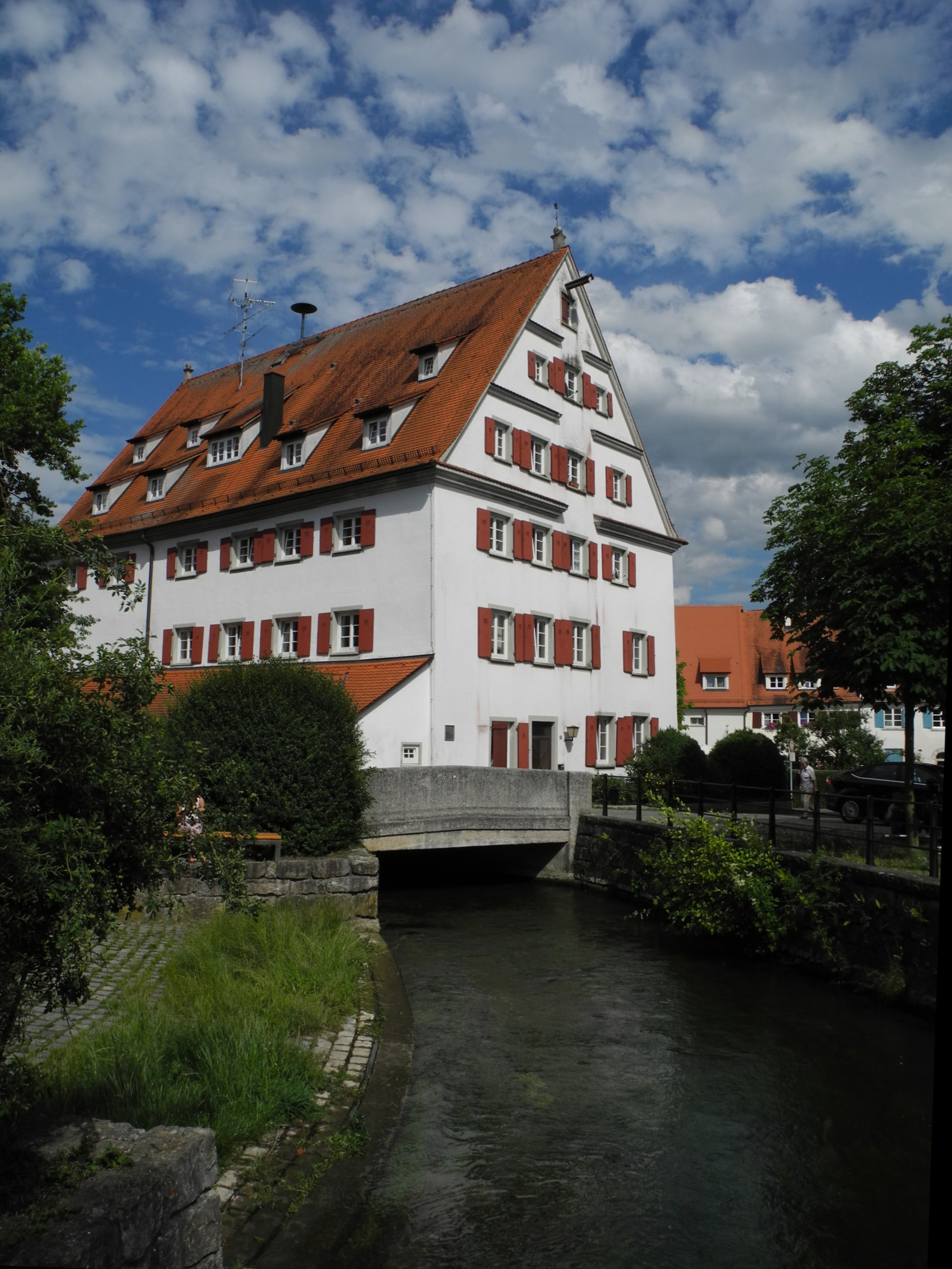
Die Blau mit dem alten Bräuhaus im Klosterhof

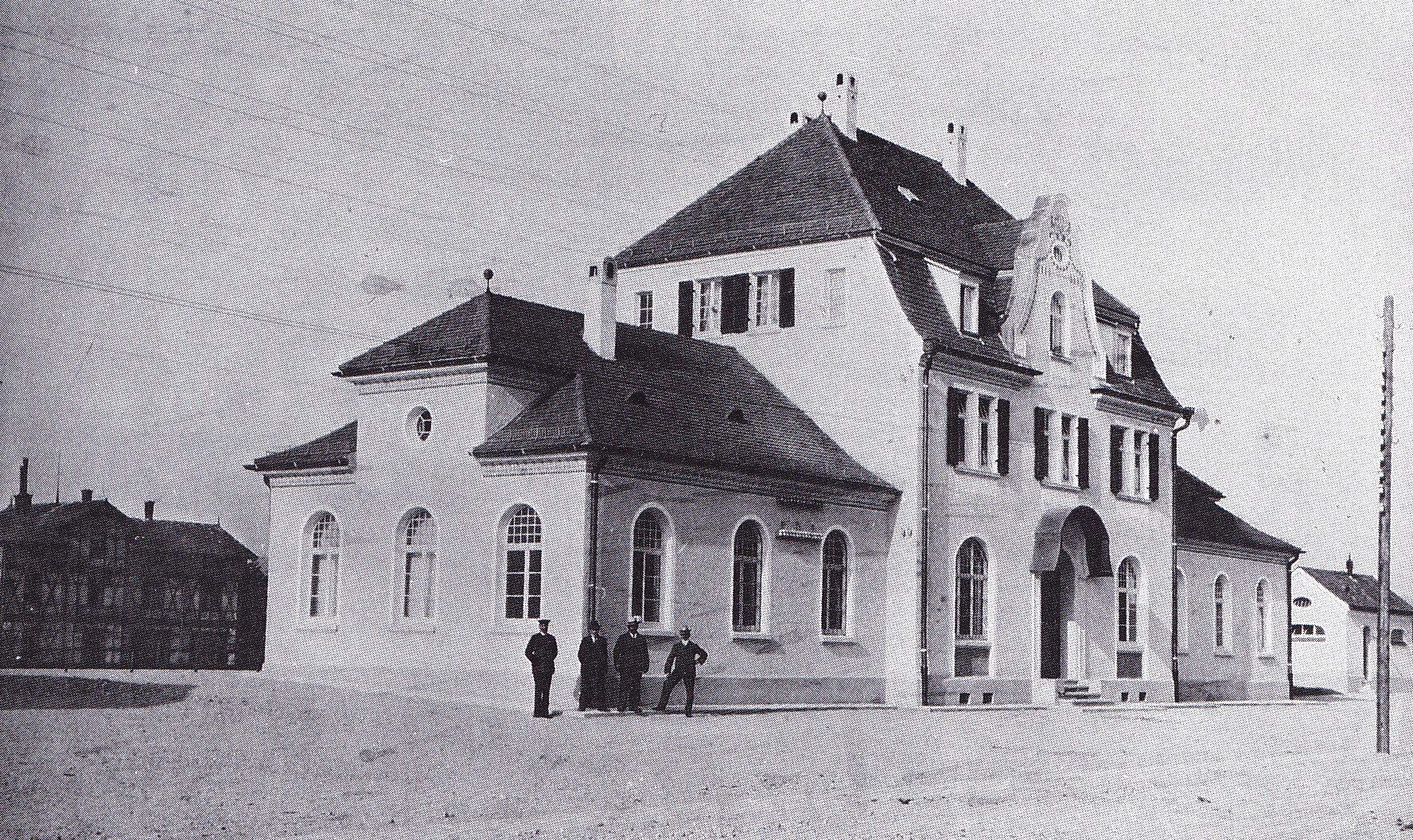
Neuer Bahnhof Söflingen 1907
(heute Bahnhof Ulm-Söflingen)

Söflingen ist ein Stadtteil von Ulm in Baden-Württemberg.

## Geschichte
Der im Südwesten der Stadt gelegene Stadtteil wurde erstmals im Jahre 1258 erwähnt. Als historische Namen sind um 1170/80 Sevelingen bzw. Sewelingen vom Personennamen Sefilo nachweisbar. Lange Zeit gehörte der Ort zur Herrschaft des Reichsstifts Söflingen. Mit der Säkularisation im Zuge des Reichsdeputationshauptschlusses wurde Söflingen 1802 dem Kurfürstentum Bayern zugeschlagen. 1810 kam dann Söflingen durch den Vertrag von Compiègne als eigenständige Gemeinde im damaligen Oberamt Ulm zum Königreich Württemberg.
Am 6. November 1905 erfolgte die Eingemeindung nach Ulm. Zu dieser Zeit hatte Söflingen ca. 4.000 Einwohner; am 31. Dezember 2023 waren es 11.775 Einwohner.
Im Jahr 1868 erhielt Söflingen erstmals einen eigenen Bahnhof, heute „Bahnhof Ulm-Söflingen“. Das im Jahr 1907 errichtete neue Bahnhofsgebäude ist erhalten. 
Eines der bekanntesten Bauwerke war das ehemalige Kloster Söflingen, erbaut für die Gemeinschaft der Klarissen, die schon vor 1252 aus der Stadt nach Söflingen gezogen sind, und ihnen 1258 offiziell übertragen. Die ehemalige Klosterkirche St. Mariä Himmelfahrt wird heute als Pfarrkirche genutzt. Der ehemalige Klosterhof mit zahlreichen historischen Gebäuden und einer alten Mühle am Flüsschen Blau zählt zu den Sehenswürdigkeiten im alten Ortskern.
Söflingens Wappentier ist der Pelikan.

## Persönlichkeiten
- Meinloh von Sevelingen (12. Jahrhundert), Minnesänger; lebte in Söflingen
- Benjamin Elbel (1690–1756), Franziskanermönch; in Söflingen gestorben
- Johann Baptist Enderle (1725–1798), Barockmaler; in Söflingen geboren
- Johann Nepomuk Meichsner (1737–1815), Maler; in Söflingen gestorben
- Georg Zoller (1852–1941), Organist, Komponist und Chorleiter; in Söflingen geboren
- Albert Erlenmeyer (1868–1935), Jurist; in Söflingen geboren
- Gebhard Schätzler-Perasini (1866–1931), Bühnenschriftsteller und Schauspieler; in Söflingen geboren
- Konrad Albert Koch (1869–1945), Maler und Burgenforscher; lebte lange in Söflingen
- Otto Geigenberger (1881–1946), Maler; auf dem Söflinger Friedhof begraben
- Franz Weiß (1892–1985), Pfarrer in St. Mariä Himmelfahrt Söflingen
- Josef G. Knoll (1899–1976), Pflanzenbauwissenschaftler; in Söflingen geboren
- Gebhard Luiz (1913–2013), Geistlicher; in Söflingen geboren
- Otl Aicher (1922–1991), Grafikdesigner; in Söflingen geboren
- Helma Fink-Sautter (1924–2017), Mäzenatin und Stiftungsgeberin; in Söflingen geboren
- Lotte Rosenbusch (1924–2010), Malerin und Restaurateurin; lebte in Söflingen
- Otto Weiß (1934–2017), Historiker, Theologe[6]; in Söflingen geboren
- Martha Dewal (* 1935), Schweizer Opernsängerin; lebt in Söflingen
- Hanni Zehendner (1946–2021), Triathletin, Marathonläuferin und Stadträtin; lebte in Söflingen
- Uli Frommer (* 1950), Fußballspieler; begann seine sportliche Karriere bei der TSG Söflingen
- Manfred Eichhorn (1951–2023), Schriftsteller; in Söflingen geboren
- Ursula Karven (* 1964), Schauspielerin; wuchs in Söflingen auf
- Marcus Sorg (* 1965), Fußballspieler; begann seine sportliche Karriere bei der TSG Söflingen
- Anja Maike Hegenauer (* 1992), Fußballspielerin; begann ihre sportliche Karriere bei der TSG Söflingen
- Nils Dejworek (* 1995), Basketballspieler; begann seine sportliche Karriere bei der TSG Söflingen

## Sport
Die Turn- und Sportgemeinschaft (TSG) Söflingen 1864 ist ein Mehrspartensportverein mit 19 Abteilungen, darunter Basketball, Fußball, Handball, Leichtathletik und Volleyball. Die Handballer der TSG gehörten mehrere Jahre der 3. Bundesliga an.

## Verkehr
Der Stadtteil ist durch eine Straßenbahnlinie und mehrere Buslinien in das Netz des öffentlichen Personennahverkehrs eingebunden. Radwege führen streckenweise an der Blau entlang.

## Sehenswürdigkeiten
- Klosterhof Söflingen
- St. Mariä Himmelfahrt (Söflingen)

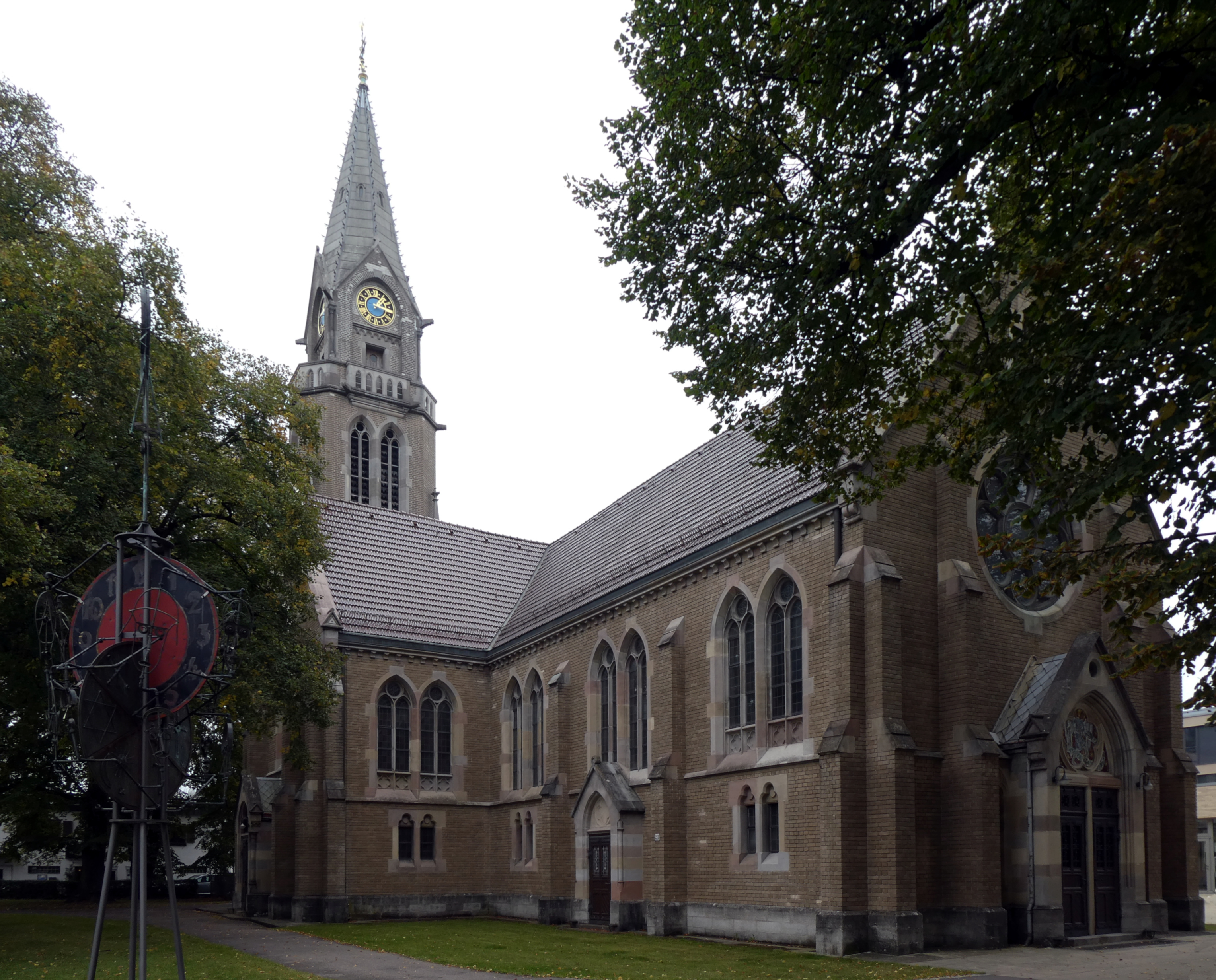
Evangelische Christuskirche

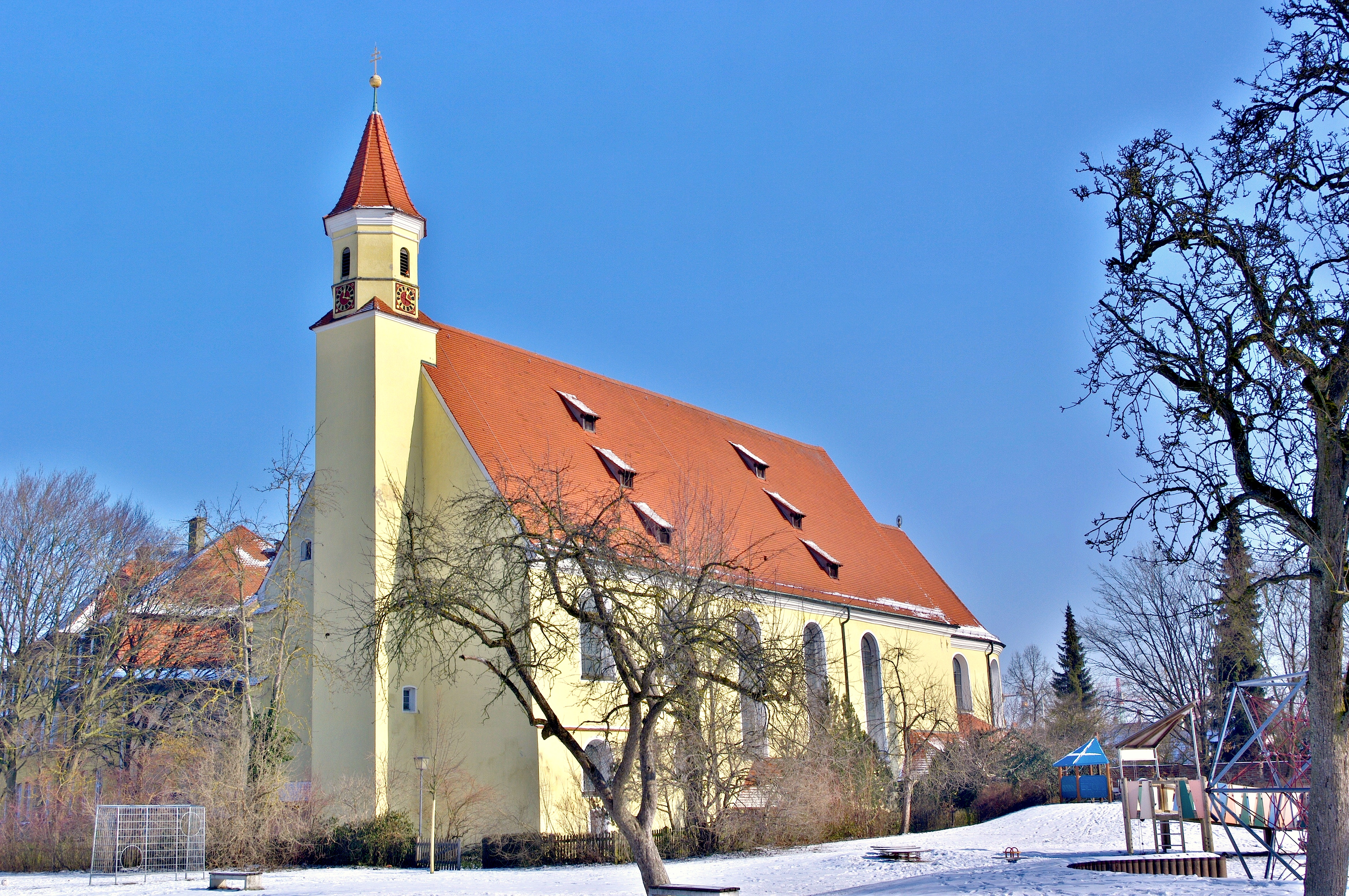
Pfarrkirche Mariä Himmelfahrt

- Evangelische Christuskirche im gotischen Stil
- Sankt-Leonhard-Kirche beim Friedhof Söflingen
- Museum in der Klostermühle